# Спроси у звёзд
«Спроси у звёзд» (кор. 별들에게 물어봐, : Byeoldeulaegae Muroebwa;  англ. Ask the Stars) — южнокорейский телесериал с Ли Минхо и Кон Хёджин в главных ролях. Сериал рассказывает о встрече космического туриста и астронавта на космической станции.

## В ролях

### Основной состав
- Ли Минхо — Гонрён[5]

Акушер-гинеколог, который прибывает на космическую станцию в качестве туриста.
- Кон Хёджин — Ева Ким[5]

Американский астронавт корейского происхождения.

### Второстепенный состав
- Хан Джиын[англ.] — Чхве Гоын[6][7]

Генеральный директор компании Mirae Electronics. Она – дочь председателя совета директоров Mirae Group Чхве Чжэрёна и невеста Гонрёна.
- О Джонсе — Кан Канcу[8]

Эксперт по космическим экспериментам, который находится на космической станции уже 10 месяцев.
- Ким Джухон[англ.] — Пак Дона

Астронавт, трижды побывавший на космической станции и являющийся членом Сеульского ЦУПа вместе с Евой Ким .
- Пак Чинджу[англ.] — Репортёр[10]
- Алекс Хафнер — Сантьяго Гонзалес[11][12]

Астронавт-испанец из Космического Центра IOU.

## Производство

### Кастинг
18 ноября 2021 года стало известно, что Ли Минхо и Кон Хёджин ведут переговоры о получении главных ролей в новом драматическом сериале, написанном сценаристом Со Сукхяном. 26 января 2022 года стало известно, что О Джонсе предложили роль, и что предложение находится на стадии рассмотрения. 28 марта 2022 года Ли и Кон были утверждены на главные роли.

### Съемки
Съемки начались в апреле 2022 года. 8 февраля 2023 года Ли Минхо опубликовал пост на своем аккануте в Instagram, в котором сообщалось, что съемки сериала были завершены.

## Релиз
Премьера сериала состоялась 4 января.[22] Его также можно посмотреть на Netflix.

## Рейтинги
| № серии | Дата показа     | AGB Nielsen   | AGB Nielsen  |
| № серии | Дата показа     | Национальный  | Сеул         |
| --- | --------------- | ------------- | ------------ |
| 1 | 4 января 2025   | 3.324% (1-е)  | 3.818% (1-е) |
| 2 | 5 января 2025   | 3.883% (1-е)  | 3.910% (1-е) |
| 3 | 11 января 2025  | 2.237% (4-е)  | 2.679% (3-е) |
| 4 | 12 января 2025  | 2.781% (2-е)  | 3.042% (1-е) |
| 5 | 18 января 2025  | 1.8% (NR)     | 1.939% (6-е) |
| 6 | 19 января 2025  | 2.905% (4-е)  | 3.076% (2-е) |
| 7 | 25 января 2025  | 1.826% (10-е) | 2.144% (2-е) |
| 8 | 26 января 2025  | 2.199% (5-е)  | 2.321% (1-е) |
| 9 | 1 февраля 2025  | 2.075% (4-е)  | 2.078% (3-е) |
| 10 | 2 февраля 2025  | 2.693% (1-е)  | 2.791% (1-е) |
| 11 | 8 февраля 2025  | 1.898% (3-е)  | 1.786% (3-е) |
| 12 | 9 февраля 2025  | 2.073% (2-е)  | 2.039% (2-е) |
| 13 | 15 февраля 2025 | 1.852% (3-е)  | 2.103% (3-е) |
| 14 | 16 февраля 2025 | 1.928% (2-е)  | 1.980% (1-е) |
| 15 | 22 февраля 2025 | 1.783% (3-е)  | 2.097% (2-е) |
| 16 | 23 февраля 2025 | 2.550% (1-е)  | 2.517% (1-е) |
| Среднее | Среднее         | 2.363%        | 2.520%       |
| - В приведенной выше таблице синие цифры представляют собой самые низкие рейтинги и красные цифры представляют самые высокие рейтинги/ - Этот сериал транслировался на кабельном канале/платном телевидении, у которого обычно относительно небольшая аудитория по сравнению с общедоступным телевидением (KBS, SBS, MBC и EBS). |                 |               |              |